# John Hall (natuurkundige)
John Lewis Hall (Denver (Colorado), 21 augustus 1934) is een Amerikaans natuurkundige die in 2005 samen met Theodore Wolfgang Hänsch de helft van de Nobelprijs voor de Natuurkunde kreeg "voor hun bijdragen aan de ontwikkeling van precisiespectroscopie met behulp van lasers, inclusief de optische frequentiekamtechniek". De andere helft van de Nobelprijs ging naar Roy Glauber.

## Biografie
Hall werd geboren in Denver als zoon van de elektrotechnicus John Ernest Hall en Rae Long Hall (onderwijzeres en zangeres). Aan het Carnegie Mellon University behaalde hij drie academische graden: een B.S. in 1956, een M.S. in 1958 en een Ph.D. in 1961. Hij voltooide zijn postdoctoraal studie bij het National Bureau of Standard, het huidige National Institute of Standards and Technology (NIST), waar hij aanbleef van 1962 tot aan zijn pensionering in 2004.
Zijn werkzaamheden voerde Hall uit bij het Joint Institute for Laboratory Astrophysics (JILA), een onderzoeksfaciliteit opgericht door het NIST en de Universiteit van Colorado te Boulder. Bij deze universiteit is hij sedert 1967 ook docent natuurkunde.
In 1980 toonden Hall en Hänsch aan dat met behulp van een frequentiekam de frequentie van licht bepaald kan worden met een afwijking van minder dan een biljardste deel (10−15). Met deze techniek zijn ultranauwkeurige atoomklokken mogelijk. Ook konden fysici hiermee langzame veranderingen in natuurwetten meten.

## Erkenning

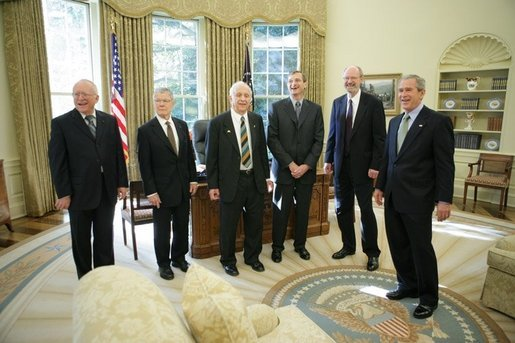
George W. Bush met vijf winnaars van de Nobelprijs 2005. John Lewis Hall staat helemaal links

- 1988 - Davisson-Germer Prize van de American Physical Society
- 1989 - Frederic Ives Medal van de Optical Society of America
- 1993 - Arthur L. Shawlow Prize van de American Physical Society
- 2002 - Max Born Award van de Optical Society of America
- 2005 - Nobelprijs voor de Natuurkunde